# 경로 MTU 탐색
경로 MTU 탐색은 컴퓨터 과학 용어이다. 송신시스템에서 큰 크기의 IP 패킷을 Don't Fragment 플래그를 설정한 채 생성하여 전송하는 중에, 만약 중계시스템(라우터 등)이 수용하기에 더 큰 패킷이면 이를 거부하게 되며 이를 다시 더 작은 크기로 재전송하게 된다.
이 과정은 ICMP 의 Destination Unreacheable (Fragmentation Required but DF bit is set) 오류가 돌아오지 않을 때까지 반복하게 되며, 최종적으로는 오류 메시지가 더 이상 돌아오지 않는 시점에서 MTU 값을 확정하게 되는 알고리즘을 말한다.

## 원문 출처
- 원문 출처: 정보통신기술용어해설